# 萨达尔·瓦拉巴伊·帕特尔
萨达尔·瓦拉巴伊·帕特尔（1875年10月31日—1950年12月15日）为印度著名政治人物、社会活动家，在印度独立运动中发挥主要作用。他是印度国大党一名领袖，印度共和国的奠基人，同样也是印度独立后的第一任副总理和内政部长。他在印度常被称为“萨达尔”，在印度各主要语言中即首领、领袖之意。

## 生平

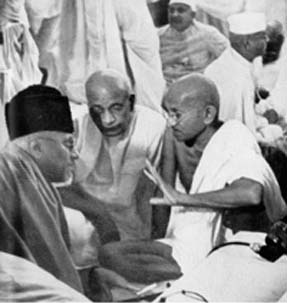
帕特尔與甘地

帕特尔出生在古吉拉特在英属印度时的一个乡村家庭里，并在之后深受圣雄甘地影响，成为了一名律师。从此他积极参与印度独立运动，先后在反对殖民当局镇压的非暴力不合作运动和退出印度运动中发挥领袖作用，成为国大党不可或缺的一员。在成为印度首任副总理和内政部长后，他采取了明确的外交和武力手段，劝说了众多土邦并入印度自治领，为维护印度统一做出了杰出贡献（也因为这一贡献他被誉为“印度的铁男子”和“印度的俾斯麦”）。

## 荣誉

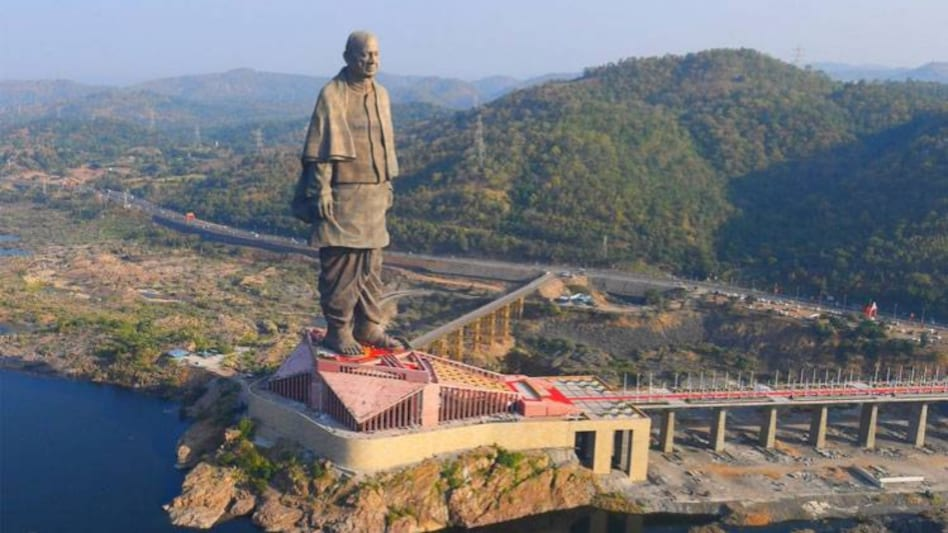
团结雕像

2018年10月31日新建的团结雕像纪念他。